# Aulhausen
Aulhausen is een stadsdeel van Rüdesheim am Rhein in de deelstaat Hessen in Duitsland. Tot de gemeentelijke herindeling van 1977 was Aulhausen een zelfstandige gemeente. Aulhausen ligt in een dal boven Rüdesheim en Assmannshausen.
Na de stichting van de abdij Marienhausen vestigden zich pottenbakkers in het dal boven Rüdesheim. In de eerste historische documenten, die tot 1108 terugdateren, was er nog sprake van Husin. Vandaag beheerst de wijnbouw en de landbouw het beeld van Aulhausen.
Een tweede abdij, het Vincenzstift, is een supraregionaal bekend internaat voor gehandicapte kinderen. Het is de grootste werkgever in de regio.
In Aulhausen zijn drie kerken. De hoofdkerk van de gemeente is aan St. Petronella gewijd.